# Крунослав Ловрек
Крунослав Ловрек (хорв. Krunoslav Lovrek, нар. 11 вересня 1979, Вараждин) — хорватський футболіст, що грав на позиції нападника.
Виступав, зокрема, за клуб «Загреб», а також молодіжну збірну Хорватії.
Дворазовий чемпіон Хорватії.

## Клубна кар'єра
Народився 11 вересня 1979 року в місті Вараждин. Вихованець футбольної школи клубу «Загреб». Дорослу футбольну кар'єру розпочав 1998 року в основній команді того ж клубу, в якій провів п'ять сезонів, взявши участь у 126 матчах чемпіонату.  Більшість часу, проведеного у складі «Загреба», був основним гравцем атакувальної ланки команди. За цей час виборов титул чемпіона Хорватії.
Згодом з 2004 по 2016 рік грав у складі команд «Сересо Осака», «Хайдук» (Спліт), «Льєрс», «Кроація Сесвете», «Загреб», «Ескішехірспор», «Чонбук Хьонде Моторс», «Ціндао Чжуннен», «Сідней», «Тенічар Цветковец» та «Дехантскірхен». Протягом цих років додав до переліку своїх трофеїв ще один титул чемпіона Хорватії.
Завершив ігрову кар'єру у команді «Тенічар Цветковец», у складі якої вже виступав раніше. Повернувся до неї 2016 року, захищав її кольори до припинення виступів на професійному рівні у 2022 році.

## Виступи за збірні
У 1998 році дебютував у складі юнацької збірної Хорватії (U-19), загалом на юнацькому рівні взяв участь в 11 іграх, відзначившись одним забитим голом.
У 2000 році залучався до складу молодіжної збірної Хорватії. На молодіжному рівні зіграв в одному офіційному матчі.